# Волфганг фон Урсел
Волфганг Вилхелм Йозеф Леополд Витал фон Урсел (на немски: Wolfgang Guillaume Joseph Leopold Vital 3.Duc d'Ursel; * 28 април 1750, Брюксел; † 17 май 1804, Брюксел, Белгия) е 3. херцог на Урсел, нидерландски военен, генерал-майор в Брабант и маршал на Брабант.

## Произход
Той е син и наследник на 2. херцог Карл фон Урсел (1717 – 1775) и съпругата му принцеса Мария Елеонора фон Лобковиц (1721 – 1756), дъщеря на фелдмаршал Йохан Георг Кристиан фон Лобковиц (1686 – 1755) и графиня Хенриета фон Валдбург-Вартенбург (1702 – 1780).

## Фамилия
Волфганг фон Урсел се жени на 18 април 1771 г. в дворец Хеверле/Аренберг в Льовен за принцеса и херцогиня Мари Флоре фон Аренберг (* 25 юни 1752, Брюксел; † 15 април 1832, Брюксел), сестра на Лудвиг Енгелберт фон Аренберг, дъщеря на херцог Карл Мария Раймунд фон Аренберг (1721 – 1778) и графиня Луиза Маргарета фон дер Марк-Шлайден (1730 – 1820). Те имат пет деца:
- Луиза Мария Каролина фон Урсел (* 4 януари 1775, Брюксел; † 30 юни 1834, Анваинг), графиня на Урсел, омъжена на 20 февруари 1797 г. в Брюксел за граф Жак Адриен Франсоаз де Ланой/Лануа (* 10 януари 1769, Турнай; † 1 януари 1835, Брюксел)
- Карл Йозеф фон Урсел (* 9 август 1777, Брюксел; † 27 септември 1860, Хингене), 4. херцог на Урсел, женен на 10 декември 1804 г. в Париж за принцеса Джузепина Фереро-Фиески от Княжество Масерано (* 23 декември 1779, Мадрид; † 18 януари 1847, Брюксел); има пет деца
- Хенриета Емилия Фердинанда фон Урсел (* 31 декември 1782; † 3 април 1849, Париж), графиня на Урсел, омъжена на 26 февруари 1805 г. за Жан Антоан Клод Адриен маркиз де Мун (* 19 декември 1773, Париж; † 24 април 1843, Париж)
- Луис д'Урсел
- Емануел д'Урсел